# 天市右垣六
天市右垣六 (巨蛇座δ)也称秦，是位于巨蛇座的多重星系统,它位于蛇头的位置。